# Said Halim Pascha
Muhammad Said Halim Pascha (* 19. Februar 1864 in Kairo; † 6. Dezember 1921 in Rom) war vom 12. Juni 1913 bis 3. Februar 1917 Großwesir des Osmanischen Reichs. Er war ein Enkel von Muhammad Ali Pascha. 

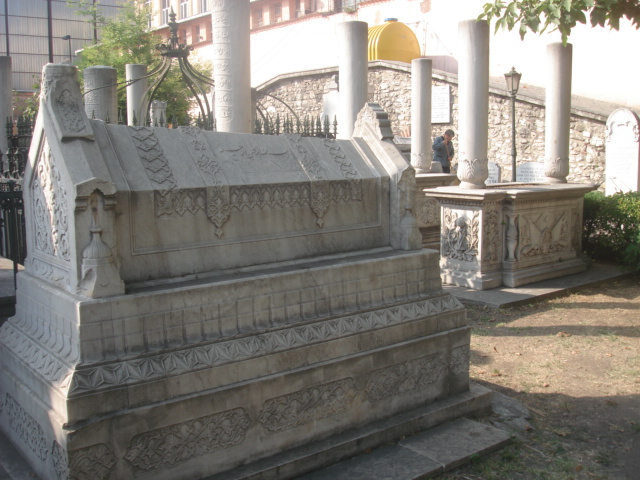
Grab in Istanbul

Er war einer der Unterzeichner des Deutsch-Türkischen Bündnisvertrags (2. August 1914). Wegen wiederholter Meinungsverschiedenheiten mit dem regierenden Komitee für Einheit und Fortschritt (allgemein als Jungtürken  bezeichnet) musste er am 3. Februar 1917 zurücktreten.
Wegen seiner Rolle beim Abschluss des Deutsch-Türkischen Bündnisvertrags wurde er nach dem Ersten Weltkrieg angeklagt und bis 1921 in einem Gefängnis auf der britischen Inselkolonie Malta inhaftiert. Nach seiner Freilassung wurde ihm von den neuen Machthabern die Rückkehr in die Türkei verweigert. In seinem Exil in Rom wurde er kurz darauf durch den Armenier Arschawir Schirakjan von der Armenischen Revolutionären Föderation vermutlich in Zusammenhang mit dem Völkermord an den Armeniern ermordet.